# Эллефсетер, Уле
Уле Эллефсетер (норв. Ole Ellefsæter; 15 февраля 1939, Фурнес, Хедмарк — 18 октября 2022, Рингсакер, Иннландет) — норвежский лыжник и легкоатлет, двукратный олимпийский чемпион и чемпион мира в лыжных гонках.

## Карьера
На Олимпиаде-1964 в Инсбруке показал следующие результаты, 15 км — 20-е место, 30 км — дисквалифицирован, 50 км — 8-е место.
На Олимпиаде-1968 в Гренобле стал двукратным олимпийским чемпионом, победив в гонке на 50 км и эстафете, в остальных гонках участия не принимал.
На Олимпиаде-1972 в Саппоро стал 31-м в гонке на 30 км и 10-м в гонке на 50 км.
На чемпионате мира — 1966 в Осло завоевал золотую медаль в эстафетной гонке и серебряную медаль в гонке на 15 км.
В 1967 году победил на Хольменколленском и Лахтинском турнирах, наиболее престижных турнирах в лыжных гонках того времени после Олимпийских игр и чемпионатов мира. В 1971 году первый из норвежских лыжников победил в легендарном лыжном марафоне Васалоппет.
Кроме лыжных гонок, Эллефсетер успешно выступал в легкоатлетических турнирах, специализируясь в беге на 3000 метров с препятствиями. В период с 1960 по 1965 год он шесть раз подряд побеждал в этой дисциплине на чемпионатах Норвегии. В 1962 году во время матчевой встречи со сборной Югославии на стадионе «Бислетт» Эллефсетер победил с результатом 8:43,8, что в то время было лишь на 1,4 секунды хуже рекорда Норвегии и на 13 секунд хуже мирового рекорда; и по сей день этот результат Эллефсетера входит в 30 лучших результатов в беге на 3000 метров с препятствиями в истории Норвегии.
Помимо спорта, Эллефсетер успешно выступал как певец и был довольно популярен в Норвегии. Он выпустил два альбома, а один из его синглов, под названием «Huldreslåtten», был продан тиражом в 25 000 экземпляров и на некоторое время стал национальным хитом.